# Tim Kring
Tim Kring (Contea di El Dorado, 9 luglio 1957) è un regista, sceneggiatore e produttore cinematografico statunitense.
È il creatore di serie televisive come Heroes, Touch e Crossing Jordan.

## Biografia
Originario di una famiglia ebraica di quattro figli (due fratelli e una sorella), frequentò il Collegio "Allan Hancock" di Santa Maria, dove il padre lavorava come allenatore per gli sport da pista. Nel 1983 si laureò in Arti Cinematografiche all'Università della California Meridionale.
Il primo impiego come sceneggiatore fu per la serie televisiva Knight Rider ("Supercar"), a partire dal 1982. Altri progetti iniziali riguardarono la stesura di un episodio della serie Misfits of Science, e la collaborazione alla serie Teen Wolf Too ("Voglia di vincere 2") con Jeph Loeb. L'episodio di Misfits portava in scena l'azione di esseri umani dotati di superpoteri, così come la successiva serie Heroes, che vide nuovamente Kring e Loeb come coautori.
Nel 2010, Kring diede alle stampe il romanzo dl titolo Shift: A Novel (Gates of Orpheus Trilogy), col giornalista e critico americano Dale Peck.

A seguito della cancellazione di Heroes nel 2010, Kring creò la serie Touch, che aveva come argomento principale le vicende di un padre (Kiefer Sutherland) che scopre il potere di predire il futuro nel proprio figlio muto. Le puntate andarono in onda su Fox dal 25 gennaio 2012 al 9 maggio 2013.

Il 22 febbraio 2014, nel corso delle Olimpiadi, l'emittente NBC annunciò il ritorno di una seconda miniserie di 13 episodi di Heroes, dal titolo Heroes Reborn, trasmessa per la prima volta nel 2015. Tim Kring fu menzionato come produttore esecutivo.

## Filmografia

### Ideatore e produttore
- Crossing Jordan (2001-2007)
- Heroes (2006-2010)
- Touch (2012)
- Dig - serie TV (2015)
- Heroes Reborn - serie TV (2015)

### Ideatore
- Strange World, programma TV (1999-2002)

### Produttore
- Chicago Hope (1994)
- Providence (1999)